# 왕립음악대학
왕립음악대학(王立音樂大學) 또는 로열 칼리지 오브 뮤직(Royal College of Music)은 잉글랜드 런던에 있는 음악 학교이다. 학부 수준부터 박사 수준의 클래식 음악 교육을 실시하고 있다.
국립 음악 양성 학교 (National Training School for Music)의 후계 학교로 당시 영국 왕세자 (후에 에드워드 7세)에 의해 1882년에 설립된 조지 그로브가 이사장이 되어 1883년 개교했다. 1894년 런던 켄싱턴 지역의 현 위치로 이전했으며, 이 해에 찰스 휴버트 패리가 이사장에 취임하여 1918년까지 맡았다.
음악대학은 또한 광대한 악기 박물관(The Royal College of Music Museum)을 운영하고 있다.